# Olten
Olten (ancien nom français : Olte) est une commune suisse du canton de Soleure, située dans le district d'Olten. Elle est parmi les nœuds ferroviaires les plus importants de Suisse et se trouve au milieu entre Zurich, Bâle et Berne.

## Géographie

Vue aérienne de 400 m par Walter Mittelholzer (1919).

Olten mesure 11,49 km2. Elle s'étend sur plus de 1 100 hectares et culmine à 396 mètres d'altitude.
Olten est la plus grande ville du canton. La vieille ville est située tout près de l’Aar, sur un petit massif rocheux.

## Démographie

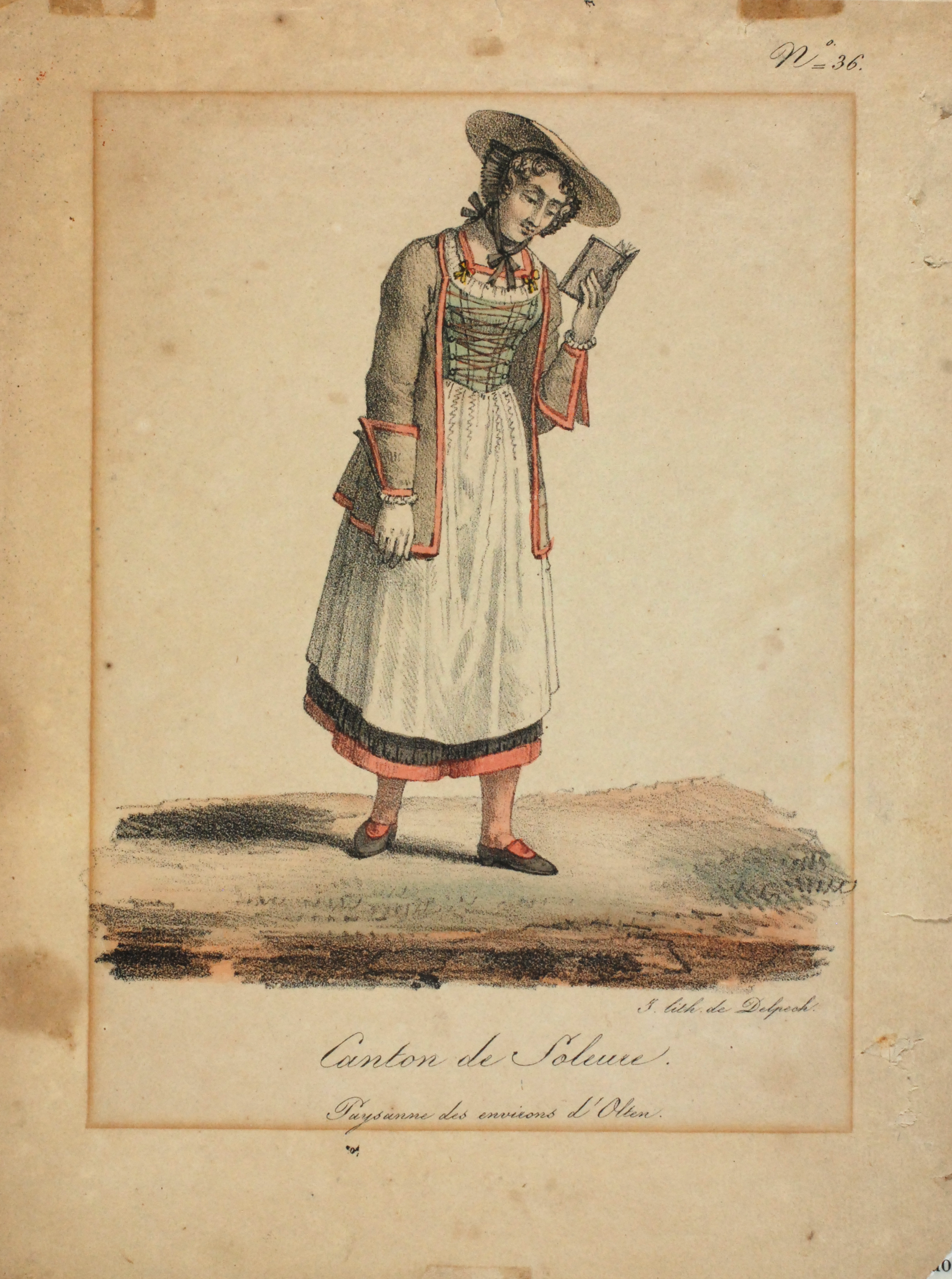
Jeune femme d'Olten en costume traditionnel lisant un livre, gravure de François Delpech, v. 1790-1820.

Olten compte 18 339 habitants fin 2022. Sa densité de population atteint 1596 hab./km2.

## Histoire
Ce lieu de passage sur l’Aar était déjà peuplé à l’âge de la pierre. Olten est l’une des huit villes fondées par les comtes de Frobourg.
Deux grands incendies frappent la ville en 1411 et 1422.
Au XIXe siècle, Olten se développe pendant la révolution industrielle en Suisse comme nœud ferroviaire et atelier des chemins de fer en Suisse.

## Économie
- Munzinger, fabrique de feutre
- Alpiq, groupe d’électricité
- Banque Alternative Suisse (BAS)
- CWA constructions
- Par le passé : Berna

## Culture et patrimoine

### Héraldique
| Blason | Blasonnement : D'argent à trois sapins de sinople fûtés de gueules, plantés sur trois coupeaux du premier. |

### Festival
Journées du cabaret d'Olten (de) : festival annuel de satire au cours duquel est remis le Prix Cornichon,.

### Musées
- Musée des beaux-arts
- Musée historique
- Archives André Gide
- Musée du monde des papiers-valeurs (jusqu'en 2017)

### Curiosités
- Église municipale avec pilastres baroques.
- C'est dans la chambre forte d'Olten que sont stockées la plupart des réserves d'or des banques suisses[7].
- Du fait de sa situation ferroviaire centrale, le buffet de la gare d'Olten (Bahnhofbuffet Olten) est connu pour être le lieu de fondation de nombreuses associations, tels le Club alpin suisse (1863), l'Union syndicale suisse (1880), le Parti radical-démocratique (1894), l'Association suisse de football (1895) ou encore le Groupe Olten (1970)[8],[9].

## Transports

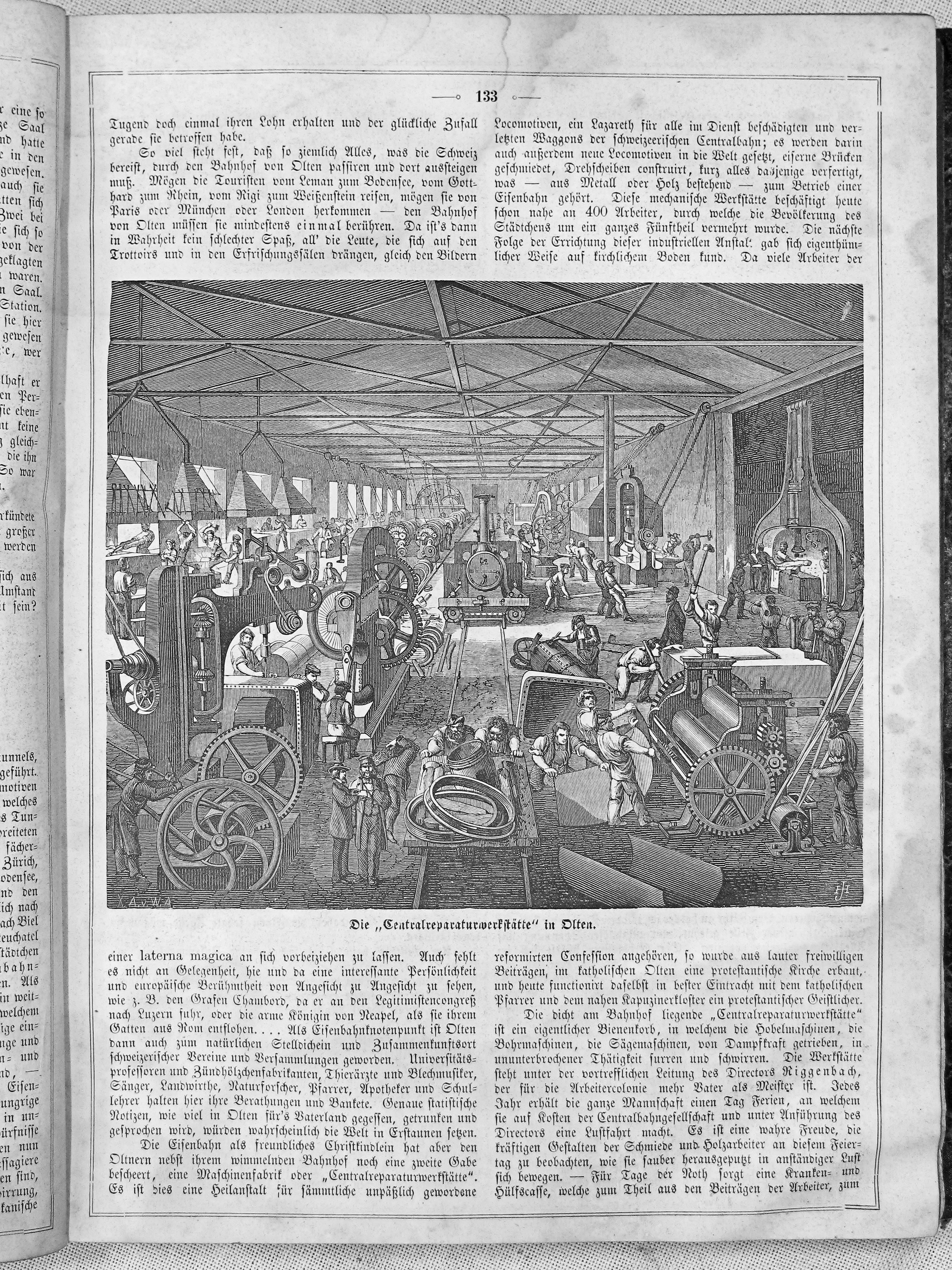
Atelier de réparation du chemin de fer à Olten, Die Gartenlaube, 1863.

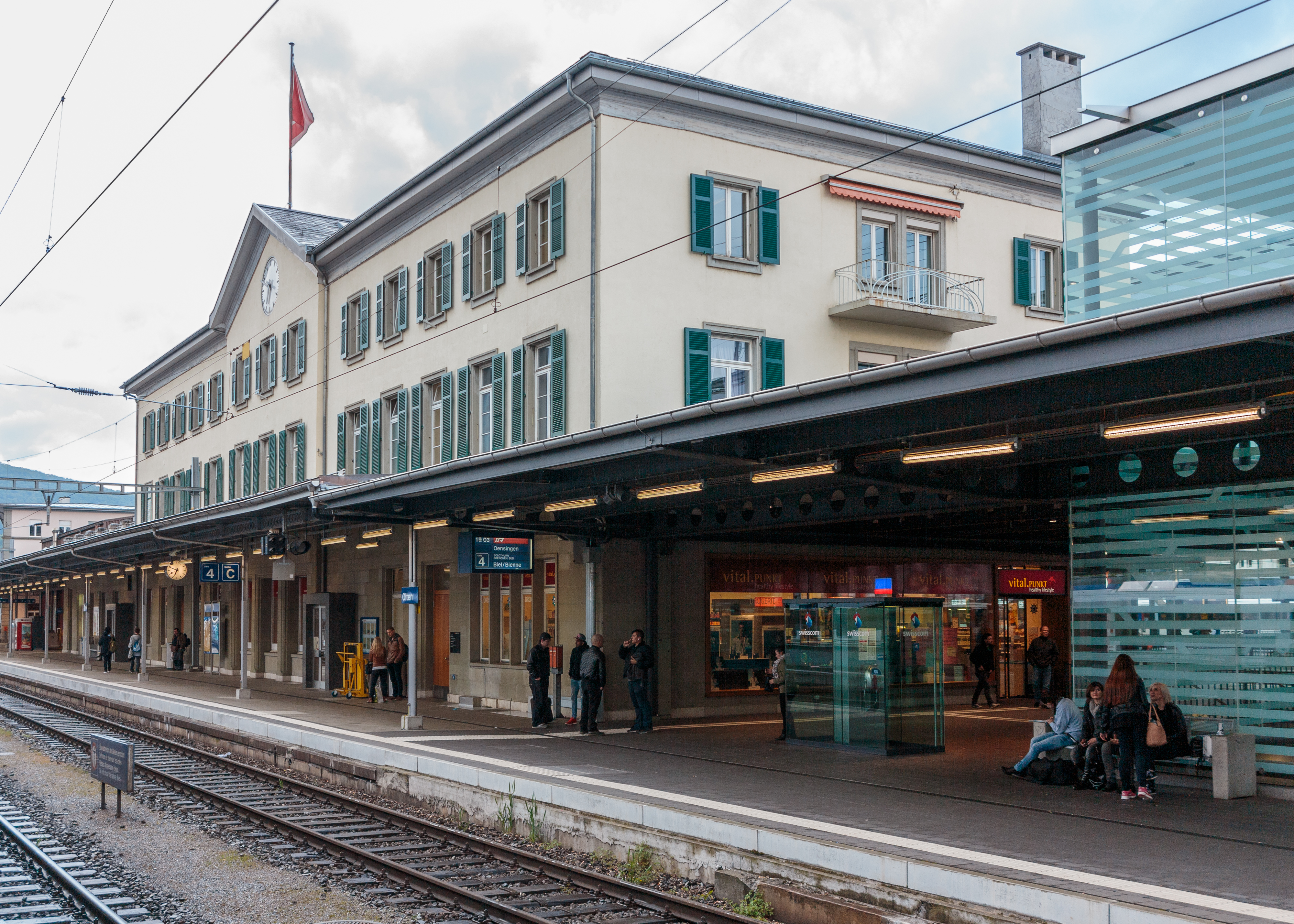
Le buffet de la gare d'Olten.

Olten est un important nœud ferroviaire : cinq lignes des CFF rayonnent à partir de sa gare principale. Sur le dernier quai de celle-ci, une plaque indique le kilomètre zéro et rappelle que le réseau ferroviaire suisse a été mesuré à partir de cet endroit.
- Ligne ferroviaire CFF Bâle-Lucerne-Chiasso
- Ligne ferroviaire CFF Berne-Zurich
- Ligne ferroviaire CFF Bienne-Zurich
- Lignes de bus pour Schönenwerd, Sissach, Kestenholz, Niedergösgen, Egerkingen
- Autoroute A1 Genève- St. Margrethen, sortie 46

## Sports

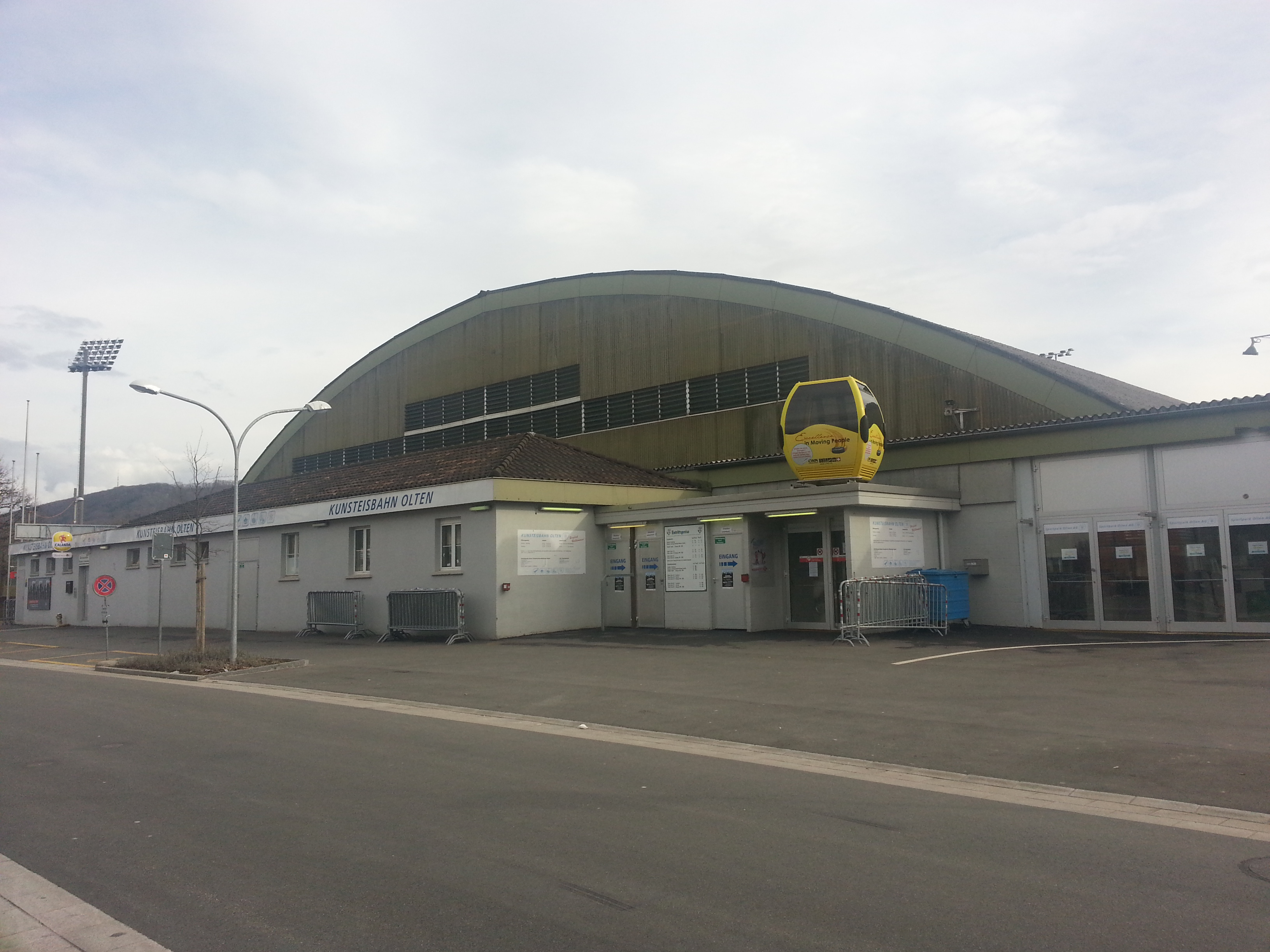
Patinoire du Kleinholz, 2013.

- Le HC Olten évolue dans la Ligue nationale B (2e division) et dispute ses matchs à domicile à la patinoire du Kleinholz d'une capacité de 6 500 places.

## Personnalités
- Peter Bichsel, écrivain
- Clara Büttiker (1886-1967), écrivain
- Alex Capus, écrivain
- Martin Disteli (1802-1844), peintre
- Bernhard Hammer (1822-1907), conseiller fédéral, président de la Confédération
- Mgr Bruno Bernhard Heim (1911-2003)
- Franz Hohler, humoriste et auteur
- Gökhan Inler (1984-), footballeur
- Denis Malgin (1997-), joueur de hockey
- Paul Hermann Müller (1899-1965), prix Nobel de physiologie ou médecine
- Martin J. Munzinger (1791-1855), conseiller fédéral
- Baran bo Odar (1978-), réalisateur
- Gody Schmutz, ex-coureur cycliste professionnel
- Samuel Walser (1992-), joueur de hockey